# Campeonato Nacional de Basquete Masculino de 1994
O Campeonato Nacional de Basquete Masculino de 1994 (5ª edição), mais conhecido à época em que foi realizado como Liga Nacional de Basquete Masculino de 1994, foi um torneio realizado a partir de 25 de janeiro até 17 de abril de 1994 por dezessete equipes representando seis estados.

## Participantes
Corinthians, Santa Cruz do Sul/RS

 Dharma/Yara/Franca, Franca/SP

 Franca, Franca/SP

 Ginástico, Belo Horizonte/MG

 Guaru, Guarulhos/SP

 Ipê, Jales/SP

 Joinville-ABAJ, Joinville/SC

 Liga Angrense, Angra dos Reis/RJ

 Liga Desportiva de Ponta Grossa, Ponta Grossa/PR

 Minas, Belo Horizonte/MG

 Palmeiras, São Paulo/SP

 Report/Suzano, Suzano/SP

 Rio Claro, Rio Claro/SP

 Sírio, São Paulo/SP

 Telesp, São Paulo/SP

 Tijuca, Rio de Janeiro/RJ

 Vasco da Gama, Rio de Janeiro/RJ

## Regulamento

### Fórmula de disputa
O Campeonato Nacional de Basquete Masculino foi disputado por 17 equipes em duas fases:
- Fase classificatória: As 17 equipes foram divididas em dois grupos, onde disputaram partidas em um sistema de turno único, em que enfrentaram todos os adversários do grupo. Classificaram-se as seis melhores equipes de cada grupo.
- Playoffs: As doze equipes classificadas jogaram num sistema mata mata e a vencedora desses foi declarada Campeã Nacional de Basquete Masculino de 1994. É dividida em três partes: 
  - Quartas de final: Foi disputada pelas equipes que passaram da primeira fase, que foram divididas em quatro grupos de três equipes, onde se enfrentaram em jogos de ida e volta.
  - Semifinais: Foi disputada pelas duas classificadas de cada grupo que passaram das quartas de final, totalizando oito equipes, que foram divididas em dois grupos de quatro equipes. Estas equipes disputaram jogos de ida e volta contra todos os adversários do grupo.
  - Final: Foi disputada entre as duas equipes vencedoras de cada grupo das semifinais, em melhor de cinco (jogos), sendo dois mandos de campo para cada e o jogo de desempate, se houvesse, no ginásio da equipe com o melhor índice técnico da fase classificatória. A equipe vencedora foi declarada campeã da competição.

### Critérios de desempate
1º: Confronto direto

2º: Saldo de cestas dos jogos entre as equipes

3º: Melhor cesta average (se o empate foi entre duas equipes)

4º: Sorteio

### Pontuação
Vitória: 2 pontos

Derrota: 1 ponto

Não comparecimento: 0 pontos

## Final

### Primeiro jogo
| 11 de abril 13:40 |  | Sabesp/Franca | 95–92 | Pitt/Corinthians |  | São Paulo (Ginásio Parque Antarctica) |  |

### Segundo jogo
| 12 de abril 19:40 |  | Sabesp/Franca | 97–96 | Pitt/Corinthians |  | São Paulo (Ginásio Parque Antarctica) |  |

### Terceiro jogo
| 15 de abril 18:30 |  | Pitt/Corinthians | 90–87 | Sabesp/Franca |  | Porto Alegre (Ginásio Tesourinha) |  |

### Quarto jogo
| 16 de abril 17:30 |  | Pitt/Corinthians | 99–98 | Sabesp/Franca |  | Porto Alegre (Ginásio Tesourinha) |  |

### Quinto jogo
| 17 de abril 14:30 |  | Pitt/Corinthians | 99–92 | Sabesp/Franca |  | Porto Alegre (Ginásio Tesourinha) |  |

0
| Campeonato Nacional de Basquete Masculino 1994  |
| ----------------------------------------------- |
| Pitt/Corinthians Campeão (1° título Brasileiro) |